# التوسيع المستقبلي المرتقب للاتحاد الأوروبي

هناك ثماني دول مرشحة معترف بها لعضوية الاتحاد الأوروبي: تركيا (تقدمت بطلب في عام 1987)، ومقدونيا الشمالية (تقدمت بطلب في عام 2004)، والجبل الأسود (تقدمت بطلب في عام 2008)، وألبانيا (قدمت في عام 2009)، وصربيا (قدمت في عام 2009) و أوكرانيا و ملدوفا و البوسنة والهرسك (تم ترشيحها في عام 2022) و بدأ الجميع مفاوضات الانضمام. كوسوفو التي لا تعترف خمس دول أعضاء في الاتحاد الأوروبي باستقلالها، لديها اتفاقية شراكة (SAA) مع الاتحاد الأوروبي، والتي تسبق عمومًا تقديم طلب العضوية. من المتوقع أن تنضم كل من صربيا والجبل الأسود، المرشحان الأكثر تقدمًا، في 2022، مع احتمال أن يكون عام 2025. بينما يتقدم الآخرون، وصلت المفاوضات التركية إلى طريق مسدود
تم تحديد شروط الانضمام في شروط كوبنهاغن، المتفق عليها في 1993، ومعاهدة ماستريخت (المادة 49). تنص المادة 49 من معاهدة ماستريخت (بصيغتها المعدلة) على أنه يجوز لأي «دولة أوروبية» تحترم «مبادئ الحرية والديمقراطية واحترام حقوق الإنسان والحريات الأساسية وسيادة القانون» التقدم بطلب للانضمام إلى الاتحاد الأوروبي. يخضع ما إذا كانت الدولة أوروبية أم لا لتقييم سياسي من قبل مؤسسات الاتحاد الأوروبي.
التوسيع السابق منذ تأسيس الاتحاد الأوروبي (EU) باعتباره المجموعة الاقتصادية الأوروبية من قبل الدول الست الداخلية في عام 1958  أدى إلى رفع إجمالي عضوية الاتحاد الأوروبي إلى ثمانية وعشرين، على الرغم من أنه نتيجة انسحاب المملكة المتحدة، العدد الحالي للدول الأعضاء في الاتحاد الأوروبي هو 27 دولة.
من بين الدول الأربع الرئيسية في أوروبا الغربية التي ليست أعضاء في الاتحاد الأوروبي، قدمت أيسلندا والنرويج وسويسرا طلبات العضوية في الماضي ولكن تم تجميدها بعد ذلك، بينما المملكة المتحدة عضو سابق. حاليًا، يشارك الأربعة جميعًا، إلى جانب ليختنشتاين، في السوق الموحدة للاتحاد الأوروبي. تشارك جميع الدول باستثناء المملكة المتحدة أيضًا في منطقة شنغن، مما يجعلها متوافقة بشكل وثيق مع الاتحاد الأوروبي. في عام 2014، وقع الاتحاد الأوروبي اتفاقيات شراكة مع جورجيا ومولدوفا وأوكرانيا، وأصدر البرلمان الأوروبي قرارًا يعترف بـ «المنظور الأوروبي» للدول الثلاث.

## جدول الأعمال الحالي
جدول أعمال التوسيع الحالي للاتحاد الأوروبي يتعلق بتركيا ودول غرب البلقان مثل ألبانيا والبوسنة والهرسك وكوسوفو ومقدونيا الشمالية والجبل الأسود وصربيا. يجب على هذه الدول التفاوض بشأن شروط انضمامها إلى الاتحاد الأوروبي مع الدول الأعضاء الحالية، ومواءمة تشريعاتها المحلية مع قانون الاتحاد الأوروبي قبل الانضمام.
تركيا لديها طلب طويل الأمد مع الاتحاد الأوروبي، لكن مفاوضات الانضمام توقفت منذ عام 2016. ويرجع ذلك إلى القضايا السياسية المحيطة بانضمام البلاد. أما بالنسبة لدول غرب البلقان، فقد تعهد الاتحاد الأوروبي بضمها بعد حروبها الأهلية: في الواقع، دخلت دولتان (سلوفينيا في عام 2004 وكرواتيا في عام 2013)، وأربع دول مرشحة، والدولتان المتبقيتان لديهما اتفاقيات ما قبل الانضمام. هناك دول أخرى في أوروبا إما تسعى للحصول على العضوية، أو يمكن أن تقدم طلبًا إذا تغيرت سياستها الخارجية الحالية، أو يعطي الاتحاد الأوروبي إشارة بأنه قد يتم تضمينها الآن في جدول أعمال التوسيع. ومع ذلك، فهذه ليست جزءًا رسميًا من الأجندة الحالية، والتي تأخرت بالفعل بسبب النزاعات الثنائية في البلقان وصعوبة التنفيذ الكامل للمكتسبات المشتركة (الهيئة المقبولة لقانون الاتحاد الأوروبي).
في عام 2005، اقترحت المفوضية الأوروبية في ورقة إستراتيجية أن جدول أعمال التوسيع الحالي يمكن أن يمنع إمكانية انضمام أرمينيا وأذربيجان وبيلاروسيا وجورجيا ومولدوفا وأوكرانيا في المستقبل. قال أولي رين في مناسبة إن الاتحاد الأوروبي يجب أن «يتجنب زيادة طاقته، وبدلاً من ذلك يوطد جدول أعمال التوسيع لدينا»، مضيفًا «هذا بالفعل جدول أعمال مليء بالتحديات لعملية انضمامنا» 
كان من المعتاد في السابق لعمليات التوسيع أن ترى عدة مشاركين ينضمون إلى الاتحاد في وقت واحد. كانت التوسعات السابقة الوحيدة لدولة واحدة هي قبول اليونان عام 1981 وقبول كرواتيا عام 2013.
ومع ذلك، فقد حذر أعضاء الاتحاد الأوروبي من أنه في أعقاب التأثير الكبير للتوسيع الخامس في عام 2004، سيتم تبني نهج فردي أكثر في المستقبل، على الرغم من أن دخول أزواج أو مجموعات صغيرة من البلدان سيتزامن على الأرجح.

### غرب البلقان
حددت قمة المجلس الأوروبي لعام 2003 في ثيسالونيكي تكامل غرب البلقان كأولوية لتوسيع الاتحاد الأوروبي. تم تقديم هذا الالتزام من أجل تحقيق الاستقرار في المنطقة في أعقاب الحروب اليوغوسلافية، وهي سلسلة من الحروب العرقية خلال التسعينيات والتي أدت إلى تفكك يوغوسلافيا.
انضمت سلوفينيا، وهي أول دولة يوغوسلافيا السابقة تحصل على الاستقلال، إلى الاتحاد الأوروبي في عام 2004، تليها كرواتيا في عام 2013.
ألبانيا، وصربيا، ومقدونيا الشمالية، والجبل الأسود كلها دول مرشحة، وجميعهم في مفاوضات. تقدمت البوسنة والهرسك بطلب للانضمام ولكن لم يتم الاعتراف بها كمرشحة حتى الآن، بينما كوسوفو، التي أعلنت استقلالها في عام 2008، لم تعترف بها جميع دول الاتحاد الأوروبي أو صربيا.
يمكن لصربيا والجبل الأسود الانضمام إلى الاتحاد الأوروبي في عام 2025. وافق المجلس الأوروبي على بدء المفاوضات مع مقدونيا الشمالية وألبانيا في 26 مارس 2020، ويمكن أن ينضموا بعد عام 2025.
منعت بلغاريا مفاوضات انضمام مقدونيا الشمالية إلى الاتحاد الأوروبي.

### تركيا

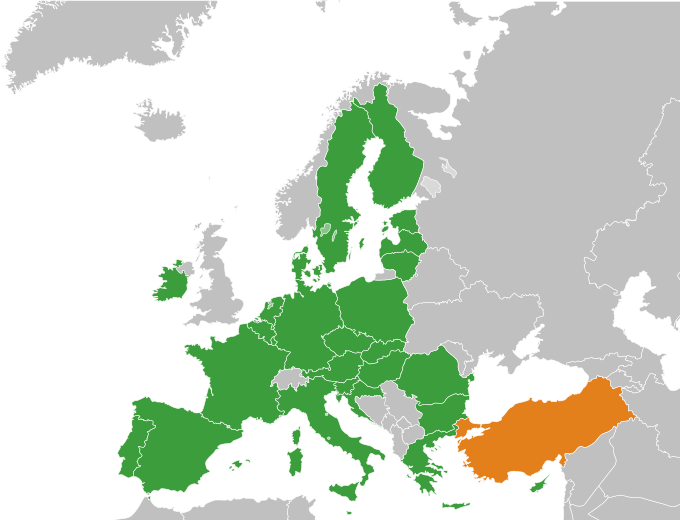
دول الاتحاد الأوروبي باللون الأخضر مع عرض تركيا باللون البرتقالي

كان ترشيح تركيا للانضمام إلى الاتحاد الأوروبي مسألة ذات أهمية كبيرة وجدل كبير منذ منحها في عام 1999. تتمتع تركيا تاريخيًا بعلاقات وثيقة مع الاتحاد الأوروبي، ولديها اتفاقية شراكة منذ عام 1964، كونها في اتحاد جمركي مع الاتحاد الأوروبي منذ عام 1995 وتقدمت في البداية للانضمام في عام 1987. فقط بعد قمة بروكسل في 17 ديسمبر 2004 (بعد التوسيع الرئيسي لعام 2004)، أعلن المجلس الأوروبي أن مفاوضات العضوية مع تركيا قد افتتحت رسميًا في 3 أكتوبر 2005.
تركيا هي ثالث أكبر اقتصاد في العالم، وهي قوة إقليمية رئيسية. في عام 2006، صرح كارل بيلدت، وزير الخارجية السويدي، أن «[انضمام تركيا] سيمنح الاتحاد الأوروبي دورًا حاسمًا لتحقيق الاستقرار في الجزء الشرقي من البحر الأبيض المتوسط والبحر الأسود، وهو ما يصب بوضوح في المصلحة الاستراتيجية لأوروبا.»
ومع ذلك، فإن آخرين، مثل الرئيس الفرنسي السابق نيكولا ساركوزي والمستشارة الألمانية أنجيلا ميركل، يعارضون عضوية تركيا. يجادل المعارضون بأن تركيا لا تحترم المبادئ الأساسية المتوقعة في الديمقراطية الليبرالية، مثل حرية التعبير. كما أن عدد السكان الكبير في تركيا سيغير ميزان القوى في المؤسسات الأوروبية التمثيلية. عند انضمام تركيا إلى الاتحاد الأوروب، فإن عدد سكان تركيا البالغ 83 مليون نسمة منن شأنه أن يمنحها ثاني أكبر عدد من أعضاء البرلمان الأوروبي في البرلمان الأوروبي. تشير التوقعات الديمغرافية إلى أن تركيا ستتفوق على ألمانيا في عدد المقاعد بحلول عام 2020. كما أن تركيا لا تعترف بدولة واحدة في الاتحاد الأوروبي، هي قبرص، بشأن النزاع القبرصي، كما أن الحكومة القبرصية تحجب بعض فصول محادثات تركيا.
تدهورت علاقات تركيا مع الاتحاد الأوروبي بشكل خطير في أعقاب محاولة الانقلاب التركي عام 2016 وعمليات التطهير اللاحقة. في 24 نوفمبر 2016، وافق البرلمان الأوروبي على قرار غير ملزم يدعو إلى «التجميد المؤقت لمفاوضات الانضمام الجارية مع تركيا» بشأن حقوق الإنسان ومخاوف سيادة القانون. في 13 ديسمبر، قرر المجلس الأوروبي (الذي يضم رؤساء دول أو حكومات الدول الأعضاء) أنه لن يفتح مجالات جديدة في محادثات عضوية تركيا في «الظروف السائدة»، حيث أحرز مسار تركيا نحو الحكم الاستبدادي تقدمًا على الانضمام إلى الاتحاد الأوروبي المستحيل. اعتبارًا من عام 2017، وخاصة بعد فوز أردوغان في الاستفتاء الدستوري، وصلت محادثات الانضمام التركية إلى طريق مسدود فعليًا.

### جدول التلخيص
|                  | الدولة           | الحالة       | تاريخ طلب العضوية | تاريخ الترشيح | تاريخ بدء المفاوضات | تاريخ انتهاء التحري عن العضوية | فصول       | العقبات |
| ---------------- | ---------------- | ------------ | ----------------- | ------------- | ------------------- | ------------------------------ | ---------- | --- |
| البوسنة والهرسك  | البوسنة والهرسك  | طالب للترشح  | 2016-02-15        | –             | –                   | –                              | –          | يحتاج الدستور إلى إصلاح كبير، واتفاق اتحادي ضئيل حول مستقبل الدولة. |
| الجبل الأسود     | الجبل الأسود     | مرشح للعضوية | 2008-12-15        | 2010-12-17    | 2012-06-29          | 2013-06-27                     | 3/33 من 33 | لا يزال العمل على جعل المخصصات المالية والمتعلقة بالميزانية متماشية مع المكتسبات في مرحلة مبكرة. |
| مقدونيا الشمالية | مقدونيا الشمالية | مرشح للعضوية | 2004-03-22        | 2005-12-17    | 2020-03-26          | –                              | –          | خلافات مع بلغاريا، مخاوف بشأن الديمقراطية وسيادة القانون. |
| صربيا            | صربيا            | مرشح للعضوية | 2009-12-22        | 2012-03-01    | 2014-01-21          | 2015-03-24                     | 2/18 من 34 | استمرار النزاع على كوسوفو، تقدم ضئيل في مكافحة الفساد. |
| تركيا            | تركيا            | مرشح للعضوية | 1987-04-14        | 1999-12-12    | 2005-10-03          | 2006-10-13                     | 1/16 من 33 | نزاع قبرص، من بين قضايا أخرى. السياسات التركية المخططة قد تنتهك معايير كوبنهاغن للأهلية للعضوية. أصبحت انتهاكات حقوق الإنسان مشكلة خطيرة. تم تجميد المفاوضات في 14 فصلاً منذ أواخر العقد الأول من القرن الحادي والعشرين. يشير بيان الاتحاد الأوروبي لعام 2018 إلى أنه لن يكون هناك المزيد من الفصول المفتوحة في المستقبل المنظور. |

## الدول غير المدرجة على جدول الأعمال
تنص معاهدة ماستريخت (المادة 49) على أنه يجوز لأي دولة أوروبية (كما حددها تقييم المجلس الأوروبي) الملتزمة بالديمقراطية التقدم بطلب للحصول على العضوية في الاتحاد الأوروبي. بالإضافة إلى الدول الأوروبية، تم تكهن دول أخرى أو اقتراحها كأعضاء مستقبليين في الاتحاد الأوروبي.
دول أوروبا الغربية التي اختيرت، لأسباب مختلفة، لم تصبح أعضاء كاملة في الاتحاد الأوروبي، اندمجت معها بدرجات مختلفة وفقًا لظروفها. تشارك أيسلندا والنرويج وليختنشتاين بشكل مباشر في السوق الموحدة عبر المنطقة الاقتصادية الأوروبية، وتقوم سويسرا بذلك من خلال المعاهدات الثنائية، وللدول الصغيرة الأوروبية الأخرى (أندورا وموناكو وسان مارينو ومدينة الفاتيكان) اتفاقيات محددة مع الاتحاد الأوروبي والدول المجاورة، بما في ذلك استخدامهم لليورو. معظم هذه البلدان هي أيضًا جزء من منطقة شنغن. بينما تم تصميم هذا التكامل كبديل للعضوية الكاملة، هناك مناقشات جارية في عدد من هذه البلدان حول ما إذا كان ينبغي عليهم الانضمام كأعضاء كاملين. كان لدى ثلاثة (النرويج وأيسلندا وسويسرا) طلبات مباشرة للانضمام إلى الاتحاد الأوروبي تم سحبها أو تجميدها. يمكن إعادة تقديم مثل هذه الطلبات في حالة حدوث تغيير في المشهد السياسي.

## التوسيع الداخلي
يتمثل التوسيع الداخلي في إضافة دول أعضاء جدد بعد حدوث تفكك أو انفصال في دولة من الدول الأعضاء. انتشرت الحركات الانفصالية -ولاتزال نشطةً- في الدول الأعضاء (مثل الحركات في كتالونيا وفلاندرز)، لكنه لا يوجد أي اتفاقيات أو معاهدات أو سوابق واضحة بشأن سيناريو انقسام دولة عضو في الاتحاد الأوروبي إلى دولتين أو أكثر في ظل رغبة الاثنين بالحفاظ على عضويتهما في الاتحاد الأوروبي. تنطوي هذه المسألة على ما إذا كانت إحدى هاتين الدولتين خلفًا والأخرى متقدمًا جديدًا، أو إذا ما كانت كلا الدولتين جديدتين.
تنطوي قلة من الحالات على رغبة منطقة ما في الانسحاب من دولتها ومن الاتحاد الأوروبي كالمناطق التي تسعى إلى الانضمام إلى سويسرا مثلًا، بينما تنطوي معظم الحالات على رغبة منطقة ما في الانضمام إلى الاتحاد الأوروبي مستقبلًا باعتبارها دولةً مستقلةً، كما هو الحال مع الحركتين في اسكتلندا وكتالونيا بعد إجراءهما لاستفتاءات في العقد الأول من القرن الحادي والعشرين. ينتج عن هذه المسألة تساؤلات كبيرة حول ما إذا كانت هذه المناطق ستحتفظ بعضويتها في الاتحاد الأوروبي بعد استقلالها أم سيتوجب عليها إعادة التقديم. ينبغي الموافقة على الأعضاء الجدد في الاتحاد الأوروبي بالإجماع حصرًا، لذا يمكن لأي دولة تجد مصلحتها في منع هذه العضوية -لردع نشوء حركات استقلال مماثلة مثلًا- القيام بذلك. بالإضافة إلى ذلك، ماتزال مسألة إمكانية احتفاظ الدولة الخلف بحق الانسحاب الذي تملكه الدولة الأم أمرًا غير واضحًا.
آراء حول العضوية
 المفوضية الأوروبية
- صرح رئيس المفوضية الأوروبية جان كلود يونكر: «إن صُوّت بـ[نعم] لصالح استقلال كتالونيا فسنحترم هذا الرأي، لكن لن تستطيع كتالونيا الحصول على عضوية في الاتحاد الأوروبي مباشرةً بعد انتهاء التصويت بهذا الشكل».[48] تكرر هذ التصريح في شهر أكتوبر في بيان صحفي رسمي: «نؤكد مجددًا على الموقف القانوني الذي اتخذته المفوضية ومن سبقوها أيضًا. إن جرى الاستفتاء بما يتماشى مع الدستور الإسباني، سيجد الإقليم المغادر نفسه خارج الاتحاد الأوروبي».[49]
- أدلى رئيس المفوضية الأوروبية (2004-2014) خوسيه مانويل دوراو باروسو بتصريحه بشأن استفتاء استقلال اسكتلندا 2014 في عام 2012، إذ قال إنه يتعين على أي دولة مستقلة جديدة التقدم بطلب لنيل العضوية والتفاوض على شروطها، لكن لا يتعين على بقايا الدولة الأم إعادة التفاوض بشأن مكانها ويمكنها الاحتفاظ بعضويتها.[50][51] صرح باروسو مجددًا في عام 2014 قائلًا إنه يصعب انضمام إسكتلندا المستقلة إلى الاتحاد الأوروبي إن لم يكن الأمر «مستحيلًا»، ويعود السبب في ذلك إلى صعوبة الحصول على موافقة جميع الدول الأعضاء، وخصوصًا إسبانيا التي تخشى الانفصال المرتقب لكتالونيا ومنعت انضمام كوسوفو إلى الاتحاد الأوروبي سابقًا.[52]
- صرح الإسباني خواكين ألمونيا (الذي كان مفوضًا في الاتحاد الأوروبي حينها) في عام 2013 قائلًا إنه سيتعين على كتالونيا التقدم بطلب لنيل العضوية في الاتحاد الأوروبي في حال انفصالها عن إسبانيا.[53]

 الحكومة الإسبانية
- قال رئيس الوزراء الإسباني ماريانو راخوي في نوفمبر من عام 2013 إنه يتعين على اسكتلندا المستقلة الحصول على موافقة جميع الأعضاء الحاليين للحصول على عضوية في الاتحاد الأوروبي، وأضاف أن حصول اسكتلندا وغيرها من المناطق على الاستقلال -في إشارة إلى كتالونيا- سيسفر عن خروجها من الاتحاد الأوروبي.[54][55]
- صرح وزير الخارجية الإسباني خوسيه غارسيا مارغالو في فبراير من عام 2012 قائلًا إن إسبانيا لن تستخدم حق النقض ضد انضمام اسكتلندا إلى الاتحاد الأوروبي، شريطة موافقة اسكتلندا على اتفاقية استقلال إنجليزية (الأمر الذي يجعل هذه الحالة مختلفةً عن حالة استقلال كتالونيا).[56]

 حكومة المملكة المتحدة
- كانت المملكة المتحدة عضوًا في الاتحاد الأوروبي عندما أجرت اسكتلندا استفتاء الاستقلال لعام 2014. تمثلت النصيحة القانونية التي قدمتها حكومة المملكة المتحدة بشأن هذه المسألة في «حفاظ المملكة المتحدة على عضويتها في الاتحاد الأوروبي، نظرًا لكون [ما تبقى من المملكة المتحدة] جزءًا من الدولة ذاتها»،[57] بينما تكهنت الحكومة أن اسكتلندا «ستطالب بالانضمام إلى الاتحاد الأوروبي باعتبارها دولة جديدة، الأمر الذي يتطلب إجراء مفاوضات بشأن شروط عضويتها...» وأضافت أن «مسألة انضمام اسكتلندا إلى الاتحاد الأوروبي محكومة بالاتفاقيات بين الأطراف وليس بالمبادئ الموجودة مسبقًا في قانون الاتحاد الأوروبي».[58] عرضت المفوضية الأوروبية تقديم وجهة نظر رسمية حول موقف الاتحاد الأوروبي بشأن عضوية اسكتلندا في الاتحاد الأوروبي في حال استقلالها عن المملكة المتحدة وذلك إن طلبت دولة عضو في الاتحاد الأوروبي هذا الأمر، لكن لا يُعتبر هذا العرض جزءًا من أي عملية رسمية للتعامل مع تفكك أي دولة عضو. طلبت الحكومة الاسكتلندية من رئيس الوزراء الإنجليزي ديفيد كاميرون تقديم هذا الطلب، لكنه لم يفعل.[59]

 الحكومة الاسكتلندية
- صرحت نائبة الوزير الأول لاسكتلندا نيكولا ستارجن قائلةً إن مجلس الوزراء الإسكتلندي لم يوافق على إعادة تقديم اسكتلندا طلبًا للحصول على عضوية في الاتحاد الأوروبي.[50]

حملات الاستفتاء
- حملة نعم اسكتلندا: زعم القائمون على هذه الحملة بقيادة بلير جينكينز استمرار اسكتلندا في عضويتها في الاتحاد الأوروبي بعد التصويت بنعم، إذ ستظل اسكتلندا متوافقةً مع جميع مبادئ الاتحاد الأوروبي كما هو موضح في المادة 2 من معاهدة الاتحاد الأوروبي، إذ لا تنطوي هذه المعاهدة على أي أحكام من شأنها أن تستبعد دولة من اتفاقيات الاتحاد الأوروبي القائمة.[60] تستطيع الحكومة الاسكتلندية الدخول في مفاوضات حول شروط استمرار عضويتها داخل نطاق الاتحاد الأوروبي خلال الفترة التي تفصل بين التصويت بنعم والاستقلال الرسمي. أعرب العديد من رؤساء الدول الأعضاء في الاتحاد الأوروبي عن رأيهم ووصفوا هذا الموقف بالمعقول، كما فعل جيمس كروفورد الذي ساهم في وضع المشورة القانونية لحكومة المملكة المتحدة بشأن هذه القضية.[61] سُئل كروفورد في مقابلة مع راديو بي. بي. سي. عما إذا كان الجدول الزمني للاتحاد الأوروبي والمنظمات الأخرى المشاركة في المعاهدة والمحدد بثمانية عشر شهرًا ممكنًا، فأجاب بأنه يرى هذ الجدول الزمني معقولًا.[62] وفي المقابل، لم يصدر أي تعليق رسمي بشأن هذا الأمر عن مفوضية الاتحاد الأوروبي. أعلنت كل من الحكومة الاسكتلندية وحملة نعم عن رغبتهما في الحفاظ على عضوية اسكتلندا في الاتحاد الأوروبي.

- حملة معًا أفضل: زعم القائمون على حملة لا بقيادة أليستير دارلينغ أن أي تصويت لصالح الاستقلال من شأنه أن يخرج اسكتلندا تلقائيًا من الاتحاد الأوروبي كونها أصبحت دولة جديدة، الأمر الذي يعني أنه يتوجب على اسكتلندا إعادة التفاوض بشأن الانضمام.[63]

### اسكتلندا
يُعتبر استفتاء الاستقلال الإسكتلندي لعام 2014 بمثابة أول تجربة يواجه فيها الاتحاد الأوروبي تفككًا محتملًا بين دولة عضو وأخرى ترغب بالاحتفاظ بعضويتها باعتبارها دولة مستقلة حديثًا. انسحبت المملكة المتحدة من الاتحاد الأوروبي، الأمر الذي أسفر أيضًا عن إخراج اسكتلندا منه، لكن ستبقى المناقشات التي جرت خلال حملة الاستفتاء مصدرًا لسيناريوهات مستقبلية أخرى.

### كتالونيا
أجرت الحكومة الكتالونية في 1 أكتوبر من عام 2017 استفتاءً حول الاستقلال، لكن أعلنت المحكمة الدستورية الإسبانية هذا الاستفتاء غير قانونيًا، إذ طوقت شرطة مكافحة الشغب مراكز الاقتراع المحتملة. شكلت الأحداث اللاحقة أزمةً سياسيةً في كتالونيا. تمثل موقف الاتحاد الأوروبي في عدم التدخل في هذه الأزمة ودعمه لوحدة الأراضي الإسبانية والدستور الإسباني. لم تنجح الافتراضات المستندة إلى الجدل حول استفتاء اسكتلندا في تنبؤ ما سيتحدث في الأزمة الكتالونية، إذ يختلف الوضعان عن بعضهما البعض نتيجة عدم اعتراف الحكومة الإسبانية المركزية بشرعية أي إعلان استقلال عن كتالونيا. لا يمكن انضمام كتالونيا إلى الاتحاد الأوروبي بشكل مستقل إن لم تعترف إسبانيا باستقلالها، لذا ماتزال عضويتها جزء من عضوية إسبانيا في الاتحاد الأوروبي.

## توسع الدول الأعضاء

### بلغاريا
تم تصور سيناريو مماثل مع توحيد بلغاريا ومقدونيا الشمالية، والذي من شأنه أن يدمج الإقليم الحالي لمقدونيا الشمالية في بلغاريا وبالتالي في الاتحاد الأوروبي.

### قبرص
رسميًا، الدولة الجزرية قبرص هي جزء من الاتحاد الأوروبي، تحت السيادة القانونية للجمهورية القبرصية. القبارصة الأتراك هم مواطنون في جمهورية قبرص وبالتالي في الاتحاد الأوروبي، وكان لهم الحق في التصويت في انتخابات البرلمان الأوروبي لعام 2004 (على الرغم من تسجيل بضع مئات منهم فقط). تم تعليق مكتسبات الاتحاد الأوروبي الجماعية إلى أجل غير مسمى في الثلث الشمالي من الجزيرة، والتي ظلت خارج سيطرة جمهورية قبرص منذ الغزو التركي للجزيرة عام 1974. ورفض القبارصة اليونانيون خطة كوفي عنان لتسوية النزاع القبرصي في استفتاء أجري في 24 نيسان / أبريل 2004. لو كان الاستفتاء لصالح اقتراح التسوية، لكانت الجزيرة (باستثناء مناطق القاعدة السيادية البريطانية) قد انضمت إلى الاتحاد الأوروبي باسم جمهورية قبرص المتحدة. يتم التعامل مع علاقات الاتحاد الأوروبي مع المجتمع القبرصي التركي من قبل المديرية العامة للتوسيع التابعة للمفوضية الأوروبية.

### أيرلندا
أقر المجلس الأوروبي أنه بعد انسحاب المملكة المتحدة من الاتحاد الأوروبي، إذا تم دمج أيرلندا الشمالية في جمهورية أيرلندا تحت مظلة أيرلندا المتحدة، فسوف تنضم تلقائيًا إلى الاتحاد الأوروبي بموجب العضوية الأيرلندية الحالية. سابقة تاريخية لذلك كانت اندماج ألمانيا الشرقية في ألمانيا الغربية كدولة واحدة عضو في المجتمعات الأوروبية.

### رومانيا
تم تصور سيناريو مماثل مع توحيد رومانيا ومولدوفا، والذي من شأنه أن يدمج الإقليم الحالي لمولدوفا في رومانيا وبالتالي في الاتحاد الأوروبي. أيد حوالي 44٪ من المولدوفيين الذين شملهم الاستطلاع في عام 2021 مثل هذا السيناريو.